# Campus Multidisciplinar en Percepción e Inteligencia 2006
50 años de Inteligencia Artificial-Campus Multidisciplinar en Percepción e Inteligencia, CMPI 2006 o CM-π fue la única celebración internacional en español del 50 aniversario de la inteligencia artificial, de la Conferencia de Dartmouth.
El evento reunió por primera vez en español a cientos de expertos mundiales de todas las disciplinas relacionadas con la inteligencia artificial. Tuvo lugar en Albacete (España), en el campus principal de la Universidad de Castilla-La Mancha del 10 al 14 de julio de 2006 y fue el evento internacional más importante en lengua castellana que conmemoró los 50 años del nacimiento de la investigación sobre inteligencia artificial, los 50 años de la Conferencia de Dartmouth.

## Ambiente heterogéneo
La peculiaridad del campus fue la multidisciplinariedad. Al igual que en la Conferencia de Dartmouth, en la organización del evento estaba el objetivo de crear un ambiente heterogéneo formado por especialistas de diversas áreas, cómo la Inteligencia Artificial, la Neurobiología, la Psicología, la Filosofía, la Lingüística, la Lógica, la Computación…, con el fin de intercambiar los conocimientos básicos de las diferentes áreas y de poner en contacto investigadores de los diferentes campos. El facilitar la creación de colaboraciones e investigaciones multidisciplinares es un objetivo prioritario de la propuesta.

## Reunión y conferencias
El campus reunió a algo más de un centenar de importantes especialistas internacionales, entre ellos Rodolfo Llinás, José Mira Mira, Héctor Geffner, Gustavo Deco, Ramón López de Mántaras o María Gracia Manzano Arjona. Durante las cuatro jornadas se sucedieron cientos de conferencias de todos los temas relacionados con la inteligencia artificial. Y miles de asistentes, de toda Hispanoamérica, EE. UU. y Europa presenciaron las conferencias y participaron en el congreso, la escuela de verano, la jornada empresarial y el resto de actividades que comprendía.

### Presentación de la Primera Teoría Matemática de la Inteligencia
También durante el campus se llevó a cabo la presentación del libro: Principios Matemáticos del Pensamiento Natural: Teoría Cognitiva de Condiciones de Verdad, de Sergio Miguel Tomé, convirtiéndose en la primera teoría matemática para la inteligencia.

### Otras actividades
Además del congreso propiamente dicho, el programa incluyó una escuela de verano interdisciplinar, que mostró a los participantes el estado de la inteligencia artificial, una jornada empresarial con IBM, Telefónica y Pyro Studios, un ciclo de cine, una gala conmemorativa y una exposición para el público en general.

## Publicaciones internacionales
Algunas publicaciones internacionales decidieron publicar números especiales dedicados al evento:
| Publicación                                | ISSN      | Título del número especial                                                                   |
| ------------------------------------------ | --------- | -------------------------------------------------------------------------------------------- |
| Neurocomputing                             | 0925-2312 | 50 Years of Artificial Intelligence: Campus in Multidisciplinary Perception and Intelligence |
| Pattern Recognition Letters                | 0167-8655 | Pattern Recognition in Interdisciplinary Perception and Intelligence                         |
| Fuzzy Sets and Systems                     | 0165-0114 | Contribution of Fuzziness and Uncertainty to Modern Artificial Intelligence                  |
| Applied Soft Computing                     | 1568-4946 | The Impact of Soft Computing for the Progress of Artificial Intelligence                     |
| Journal of Logic, Language and Information | 0925-8531 | Logic, Language and Information in the 50th Anniversary of Artificial Intelligence           |
| Robotics and Autonomous Systems            | 0921-8890 | Robotics and Autonomous Systems in the 50th Anniversary of Artificial Intelligence           |

## Otras celebraciones
- En Dartmouth del 13 al 15 de julio de 2006 se celebró el 50 aniversario con AI@50 "Dartmouth Artificial Intelligence Conference: The Next Fifty Years". Donde estuvieron presentes cinco de los diez asistentes originales a la Conferencia de Dartmouth: Marvin Minsky, Ray Solomonoff, Oliver Selfridge, Trenchard More, y John McCarthy.